# رالف توماس (مخرج أفلام)
رالف توماس (بالإنجليزية: Ralph Thomas)‏ (و. 1915 – 2001 م) هو مخرج أفلام بريطاني، ولد في كينغستون أبون هال، توفي في لندن، عن عمر يناهز 86 عاماً.

## الخدمة العسكرية
خدم في الجيش البريطاني.

## جوائز
حصل على جوائز منها:

الصليب العسكري

## وصلات خارجية
- رالف توماس على موقع IMDb (الإنجليزية)
- رالف توماس على موقع ألو سيني (الفرنسية)
- رالف توماس على موقع تيرنر كلاسيك موفيز (الإنجليزية)
- رالف توماس على موقع أول موفي (الإنجليزية)
- رالف توماس على موقع قاعدة بيانات الأفلام السويدية (السويدية)
- رالف توماس على موقع إن إن دي بي (الإنجليزية)
- رالف توماس على موقع قاعدة بيانات الفيلم (الإنجليزية)
- رالف توماس على موقع كينوبويسك (الروسية)